# George Mikan
George Lawrence Mikan Jr. (ur. 18 czerwca 1924 w Joliet, zm. 1 czerwca 2005 w Scottsdale) – amerykański koszykarz, występujący na pozycji środkowego, pięciokrotny mistrz ligi NBA, członek Koszykarskiej Galerii Sław im. Jamesa Naismitha.
Studiował na DePaul University. Zawodową karierę zaczynał w 1946 w National Basketball League. W 1949 liga ta połączyła się z BAA, tworząc NBA. W sezonie 1946/47 grał w Chicago American Gears (mistrzostwo), następne lata spędził w Minneapolis Lakers – w klubie tym zakończył karierę w 1956. Z Lakers zdobył 5 tytułów mistrzowskich (1949-50, 1952-54). Był także królem strzelców rozgrywek. Uchodzi za pierwszego gracza, który potrafił zdominować grę pod koszem w NBA. Jego zagraniem firmowym był rzut hakiem, specjalizował się także w blokach. Grał w okularach.
Vern Mikkelsen, kolega z drużyny, wypowiadał się o Mikanie w sposób następujący: „W naszych czasach George był Michaelem Jordanem, Magikiem Johnsonem i Larrym Birdem w jednym". Fakt, że na parkietach NBA pojawił się zawodnik tej postury i z takim talentem jak Mikan spowodował, że ewolucji uległo pojęcie centra. Do momentu, kiedy w NBA pojawił się George Mikan, zadanie centra polegało jedynie na zbieraniu piłek i chronieniu strefy podkoszowej. Z pewnością, Mikan był pierwszym, wielkim gwiazdorem koszykówki. George Mikan był na tyle dobrym zawodnikiem, że specjalnie ze względu na niego wprowadzono tzw. zasadę Mikana. Zgodnie z tą zasadą, strefa podkoszowa została poszerzona prawie dwukrotnie.
Cztery razy brał udział w meczu gwiazd NBA (MVP w 1953). W 1967 został mianowany pierwszym komisarzem ligi ABA, konkurencyjnej wobec NBA. Jako jeden z nielicznych znalazł się we wszystkich Anniversary Teams: NBA 25th Anniversary Team, NBA 35th Anniversary Team oraz NBA’s 50th Anniversary All-Time Team.
W NBA występował również jego młodszy brat – Ed.

## Osiągnięcia

### NCAA
- Mistrz NIT (National Invitation Tournament – 1945)[3]
- MVP turnieju NIT (1945)[3]
- dwukrotny Zawodnik Roku NCAA według Helms (1944, 1945)[4]
- dwukrotny akademicki lider strzelców (1945, 1946)
- Wybrany do:
  - I składu All-American (1944–1946)[5]
  - Akademickiej Galerii Sław Koszykówki (2006)[6]

### NBL
- dwukrotny mistrz NBL (1947-48)
- MVP NBL (1948)
- 2-krotnie zaliczany do I składu NBL (1947-48)
- Lider strzelców NBL (1948)
- Zwycięzca turnieju World Professional Basketball Tournament (1948)
- MVP turnieju World Professional Basketball Tournament (WPBT – 1948)
- Zaliczony do:
  - I składu turnieju WPBT (1948)
  - składu najlepszych zawodników w historii ligi NBL (NBL All-Time Team)

### BAA/NBA
- 5-krotny mistrz BAA/NBA (1949–1950, 1952–1954)[7]
- Uczestnik meczu gwiazd:
  - NBA (1951–1954)[8]
  - Legend NBA (1964)[9]
- MVP meczu gwiazd NBA (1953)[10]
- Wybrany do:
  - I składu BAA/NBA (1949–1954)[11]
  - grona najlepszych zawodników w historii NBA przy okazji obchodów rocznicowych:
    - 25-lecia istnienia – NBA 25th Anniversary Team
    - 35-lecia istnienia – NBA 35th Anniversary Team[12]
    - 50-lecia istnienia – NBA’s 50th Anniversary All-Time Team[13]
    - 75-lecia istnienia – NBA 75th Anniversary Team (2021)[14]

  - Koszykarskiej Galerii Sław (Naismith Memorial Basketball Hall Of Fame – 1959)[15]
- Lider:
  - strzelców BAA/NBA (1949–1951)[16]
  - NBA w zbiórkach (1953)[17]
  - play-off BAA/NBA w:
    - średniej:
      - zdobytych punktów (1949–1952)[18]
      - zbiórek (1952, 1953)[19]

    - liczbie celnych rzutów wolnych (1949, 1950, 1952, 1953)[20]

## Statystyki kariery

### BAA/NBA
Na podstawie basketball-reference.com (Per Game, All-Star Games i Playoffs Series)

#### Sezon regularny
| Sezon   | Drużyna     | M   | S5 | MPG  | FG%   | 3P% | FT%   | RPG  | APG | SPG | BPG | PPG  |
| ------- | ----------- | --- | -- | ---- | ----- | --- | ----- | ---- | --- | --- | --- | ---- |
| 1948/49 | Minneapolis | 60  | –  | –    | 41,6% | –   | 77,2% | –    | 3,6 | –   | –   | 28,3 |
| 1949/50 | Minneapolis | 68  | –  | –    | 40,7% | –   | 77,9% | –    | 2,9 | –   | –   | 27,4 |
| 1950/51 | Minneapolis | 68  | –  | –    | 42,8% | –   | 80,3% | 14,1 | 3,1 | –   | –   | 28,4 |
| 1951/52 | Minneapolis | 64  | –  | 40,2 | 38,5% | –   | 78,0% | 13,5 | 3,0 | –   | –   | 23,8 |
| 1952/53 | Minneapolis | 70  | –  | 37,9 | 39,9% | –   | 78,0% | 14,4 | 2,9 | –   | –   | 20,6 |
| 1953/54 | Minneapolis | 72  | –  | 32,8 | 38,0% | –   | 77,7% | 14,3 | 2,4 | –   | –   | 18,1 |
| 1955/56 | Minneapolis | 37  | –  | 20,7 | 39,5% | –   | 77,0% | 8,3  | 1,4 | –   | –   | 10,5 |
| Razem   |             | 439 | –  | 34,4 | 40,4% | –   | 78,2% | 13,4 | 2,8 | –   | –   | 23,1 |
|         | All-Star    | 4   | –  | ~25  | 35,0% | –   | 81,5% | 12,8 | 1,8 | –   | –   | 19,5 |

Legenda tabeli All-Star Games: Career - MPG=MP/G, RPG=TRB/G, APG=AST/G, PPG=PTS/G

#### Play-offy
| Sezon | Drużyna     | M  | S5 | MPG   | FG%    | 3P% | FT%    | RPG  | APG | SPG | BPG | PPG  |
| ----- | ----------- | -- | -- | ----- | ------ | --- | ------ | ---- | --- | --- | --- | ---- |
| 1949  | Minneapolis | 10 | –  | –     | 45,4%  | –   | 80,2%  | –    | 2,1 | –   | –   | 30,3 |
| 1950  | Minneapolis | 13 | –  | –     | 38,3%  | –   | 78,8%  | –    | 3,0 | –   | –   | 31,3 |
| 1951  | Minneapolis | 7  | –  | –     | 40,8%  | –   | 80,0%  | 10,6 | 1,3 | –   | –   | 24,0 |
| 1952  | Minneapolis | 13 | –  | 42,5  | 37,9%  | –   | 79%    | 15,9 | 2,8 | –   | –   | 23,6 |
| 1953  | Minneapolis | 12 | –  | 38,6  | 36,6%  | –   | 73,2%  | 15,4 | 1,9 | –   | –   | 19,8 |
| 1954  | Minneapolis | 10 | –  | 32,6  | 45,8%  | –   | 81,3%  | 13,2 | 1,9 | –   | –   | 19,4 |
| 1956  | Minneapolis | 4  | –  | 20,0  | 37,1%  | –   | 76,9%  | 9,3  | 1,7 | –   | –   | 12,0 |
| Razem |             | 69 | –  | ~36,5 | ~40,3% | –   | ~78,5% | 13,9 | 2,2 | –   | –   | 24,0 |

Dane na podstawie tabeli Play-offy oraz danych z danego roku.
MPG - dane z danego roku z Leaders (Minutes Per Game, View all players ...) dla gracza. (Brak gracza  - odznaczyć "When table is sorted ...").
FG%, FT% - dane z danego roku z Leaders (np. dla FG%: Field Goals/Field Goal Attempts, lub bezpośrednio z View all players ...) dla gracza.